# 衛藤利夫
衛藤 利夫（えとう としお、1883年11月14日 - 1953年7月7日）は、日本の満州文化史研究者、図書館員。

## 人物・来歴
熊本県上益城郡飯野村（現益城町）出身。五男は衛藤瀋吉。1908年第五高等学校文科退学、東京帝国大学文学部選科に入る、1912年選科修了（大塚保治に師事）。1915年東京帝大司書。1919年満鉄大連図書館司書、1920年奉天簡易図書館主事。1922年満鉄奉天図書館長、1932年大同学院顧問。1941年奉天図書館長を辞任、日本図書館協会理事。1946年同理事長。

## 著書
- 『世界に於ける日本図書館事業の意義及び使命』南満洲鉄道奉天図書館, 1925
- 『図書分類ノ論理的原則 (図書館研究叢書 間宮商店, 1926
- 『韃靼』東京朝日新聞社, 1938　中公文庫、1992
- 『短檠』滿鐵社員會, 1940.10
- 『満洲夜話』吐風書房, 1942 15版
- 『衛藤利夫』 (個人別図書館論選集) 丸山泰通, 田中隆子編. 日本図書館協会, 1980.4

### 編纂
- 『三宅雪嶺人生訓』編. 東亜堂書房, 1915

### 翻訳
- モーリス・ベーリング『露国民』大日本文明協会事務所, 1913
- メー『軍事世界地理』大日本文明協会, 1914
- エンゲルベルト・ケムフェル『長崎より江戸まで』国民書院, 1915
- エミール・ルッカ『恋愛の進化』大日本文明協会事務所, 1916
- 『トルストイ小話文庫 第4編』新潮社, 1917（火を等閑にせば : 外二篇）
- ツルゲーネフ『薄倖の少女』新潮社, 1918
- 『露国十六文豪集 (世界短篇傑作叢書 新潮社, 1919
- ドゥガルド・クリスティー『満洲生活三十年 奉天の聖者クリステイの思出』笠木良明, 1935